# Bursera mirandae
Bursera mirandae là một loài thực vật có hoa trong họ Burseraceae. Loài này được C.A.Toledo mô tả khoa học đầu tiên năm 1984.